# Zsófia Kónya
Zsófia Lilla Kónya (Seghedino, 6 febbraio 1995) è una pattinatrice di short track ungherese.

## Biografia
Ha rappresentato l'Ungheria ai Giochi olimpici invernali di Soči 2014 e Pyeongchang 2018 e Pechino 2022, dove ha vinto la medaglia di bronzo nella staffetta 2000 m mista, assieme a Petra Jászapáti, Shaoang Liu, Shaolin Sándor Liu e John-Henry Krueger.

## Palmarès
- Olimpiadi

Pechino 2022: bronzo nella staffetta 2000 m mista
- Europei

Dresda 2014: bronzo nella staffetta 3000 m.
Torino 2017: bronzo nella staffetta 3000 m.
Dresda 2018: argento nella staffetta 3000 m.
Danzica 2023: argento nella staffetta 3000 m.
Dresda 2025: argento nella staffetta 3000 m.
- Universiadi invernali

Universiadi 2013: bronzo nei 1.500 m; bronzo nella staffetta 3000 m.